# آب‌انبار اسدآباد
آب‌انبار اسدآباد مربوط به دوره صفوی است و در اسدآباد، ضلع شمالی خیابان فرهنگ، نزدیک آرامگاه واقع شده و این اثر در تاریخ ۲۱ اردیبهشت ۱۳۷۶ با شمارهٔ ثبت ۱۸۷۳ به‌عنوان یکی از آثار ملی ایران به ثبت رسیده است.